# Notre-Dame-de-Livoye
Notre-Dame-de-Livoye  là một xã thuộc tỉnh Manche trong vùng Normandie tây bắc nước Pháp. Xã này nằm ở khu vực có độ cao trung bình 89 mét trên mực nước biển.